# 권용목
권용목(權容睦, 1957년 ~ 2009년 2월 13일)은 충청남도 천안시(天安市)출신으로 대한민국의 노동운동가, 정치인이다.
1976년 천안공고 기계과를 졸업하고, 1976년부터 1978년까지 아버지와 함께 유리장사를 하였다. 1978년 현대중공업에 입사하였고, 1987년 현대엔진 초대 노조위원장을 지내면서 노동자 대투쟁의 막을 열었다. 노대투 총파업으로 인해 1987년-1988년 구속되었다. 1988년 제1회 전태일노동상을 수상했다. 1989년 현대중공업 128일 파업 건으로 구속되었다. 1995년-1996년 전국민주노동조합총연맹 초대 사무총장을 지냈다.
2000년대에 우익으로 전향, 2002년 대통령 선거에서 정몽준을 지지했고, 뉴라이트 신노동연합 상임대표를 거쳐 2007년 대통령 선거에서 이명박을 지지했다. 2009년 심장마비로 사망했다. 저서로 《민주노총 충격보고서》가 있다.